# Fredrik Emvall
Fredrik Emvall (* 28. Juni 1976 in Väckelsång) ist ein ehemaliger schwedischer Eishockeyspieler und derzeitiger -funktionär, der seit 2014 als Sportdirektor beim Linköpings HC in der Svenska Hockeyligan unter Vertrag steht.

## Karriere
Fredrik Emvall begann seine Karriere als Eishockeyspieler beim Tingsryds AIF, für dessen erste Mannschaft er in der Saison 1992/93 sein Debüt in der damals noch drittklassigen Division 2 gab. Mit Tingsryds stieg er auf Anhieb in die Division 1 auf, in der er mit seinem Team bis 1999 aktiv war. Anschließend wechselte der Angreifer zum Linköpings HC in die Elitserien, mit dem er in den Jahren 2007 und 2008 jeweils die Finalspiele um die schwedische Meisterschaft erreichte. Beide Male unterlag das Team allerdings – zunächst MODO Hockey Örnsköldsvik und anschließend HV71 Jönköping. In der Saison 2008/09 stand der Weltmeister von 2006 in drei der vier Partien in der Gruppenphase seiner Mannschaft in der neugegründeten Champions Hockey League auf dem Eis, in denen er eine Vorlage gab. Im Anschluss an die Saison 2009/10 beendete er seine Karriere. 
Seit der Saison 2014/15 ist Emvall als Sportdirektor bei Linköpings tätig. 

### International
Für Schweden nahm Emvall an den Weltmeisterschaften 2006 und 2007 teil.

## Erfolge und Auszeichnungen
- 1993 Aufstieg in die Division 1 mit dem Tingsryds AIF
- 2000 Elitserien All-Star-Game
- 2006 Goldmedaille bei der Weltmeisterschaft
- 2007 Schwedischer Vizemeister mit dem Linköpings HC
- 2008 Schwedischer Vizemeister mit dem Linköpings HC